# Bobište
Bobište je naselje u gradu Leskovcu, Jablanički upravni okrug, Srbija. Prema popisu iz 2022. godine u Bistrici je živio 2371 stanovnik.